# Жак Рубо
Жак Рубо (на френски: Jacques Roubaud; роден през 1932) е френски писател, математик и университетски преподавател. От 1966 г. Рубо е член на литературния кръжок Улипо и председател на Асоциацията „Жорж Перек“. Той е един основателите на ALAMO (литературна работилница, използваща математика и програмиране).
Разочарован от литературна дисциплина, предлагана в системата на висшето образование, той защитава втори докторат по математика и става университетски преподавател. Между 1971 и 1990 г. е професор по математика в Университет Париж-X: Нантер.

## Творчество
Поезията на Жак Рубо рано е забелязана от Луи Арагон, който го окуражава да пише.
Творчеството на Жак Рубо се отличава с жанрово многообразие, както изключително разнообразни са и неговите интереси. Той е последовател на математическите идеи на Бурбаки, активен играч на Го, пише литературна критика и превежда поезия от английски език. Сред неговите преводи на френски е и знаменитото произведение на Луис Карол „На лов за Снарк“. Подобно на мнозина писатели привърженици на движението Улипо Рубо се занимава със създаване на текстове при спазване на причудливи ограничения.
В 1989 г. Рубо издава първата от шестте части на своя проект Големият Лондонски пожар, който завършва през 2008 г.
Жак Рубо определя себе си като „композитор в областта на математиката и поезията“.

## За него
- Véronique Montémont, Jacques Roubaud: l'amour du nombre, Presses universitaires du Septentrion, coll. „Perspectives“, 2004
- Jean-Jacques Poucel, Jacques Roubaud and the Invention of Memory, NCSRLL, University of North Carolina Press, 2006
- Christophe Reig, Mimer, Miner, Rimer: le cycle romanesque de Jacques Roubaud – préface de Bernard Magné, New-York/Amsterdam, Rodopi, coll. „Faux-Titre“ n° 275, 2006
- Jacques Roubaud, Roubaud – Rencontre avec Jean-François Puff, éditions Argol, 2008
- Christophe Reig, „Jacques Roubaud, piéton de Paris - échantillons de mémoire urbaine“ Архив на оригинала от 2015-05-10 в Wayback Machine., Relief, mars 2008, Paris, Lieu de mémoire
- Jacques Jouet, „Lire Jacques Roubaud“, pages 40, 41 et 42 de la revue Les Nouvelles d'Archimède n° 52, octobre 2009
- Agnès Disson et Véronique Montémont (dir.), Jacques Roubaud, compositeur de mathématique et de poésie, Éditions Absalon, 2011
- Hélène Giannecchini, „Paris, en tranches comme une orange“, в Area Revue n° 25, page 177 sq., 2011